# Дорадо (Порторико)
Дорадо (шп. Dorado) је општина у америчкој острвској територији Порторико, острвској држави Кариба.

## Демографија
По попису из 2010. године број становника је 38.165, што је 4.148 (12,2%) становника више него 2000. године.
| Група             | 2000.          | 2010.          |
| Белци             | 519 (1,5%)     | 614 (1,6%)     |
| Афроамериканци    | 4.147 (12,2%)  | 5.989 (15,7%)  |
| Азијати           | 60 (0,2%)      | 90 (0,2%)      |
| Хиспаноамериканци | 33.407 (98,2%) | 37.418 (98,0%) |
| Укупно            | 34.017         | 38.165         |